# Tridax coronopifolia

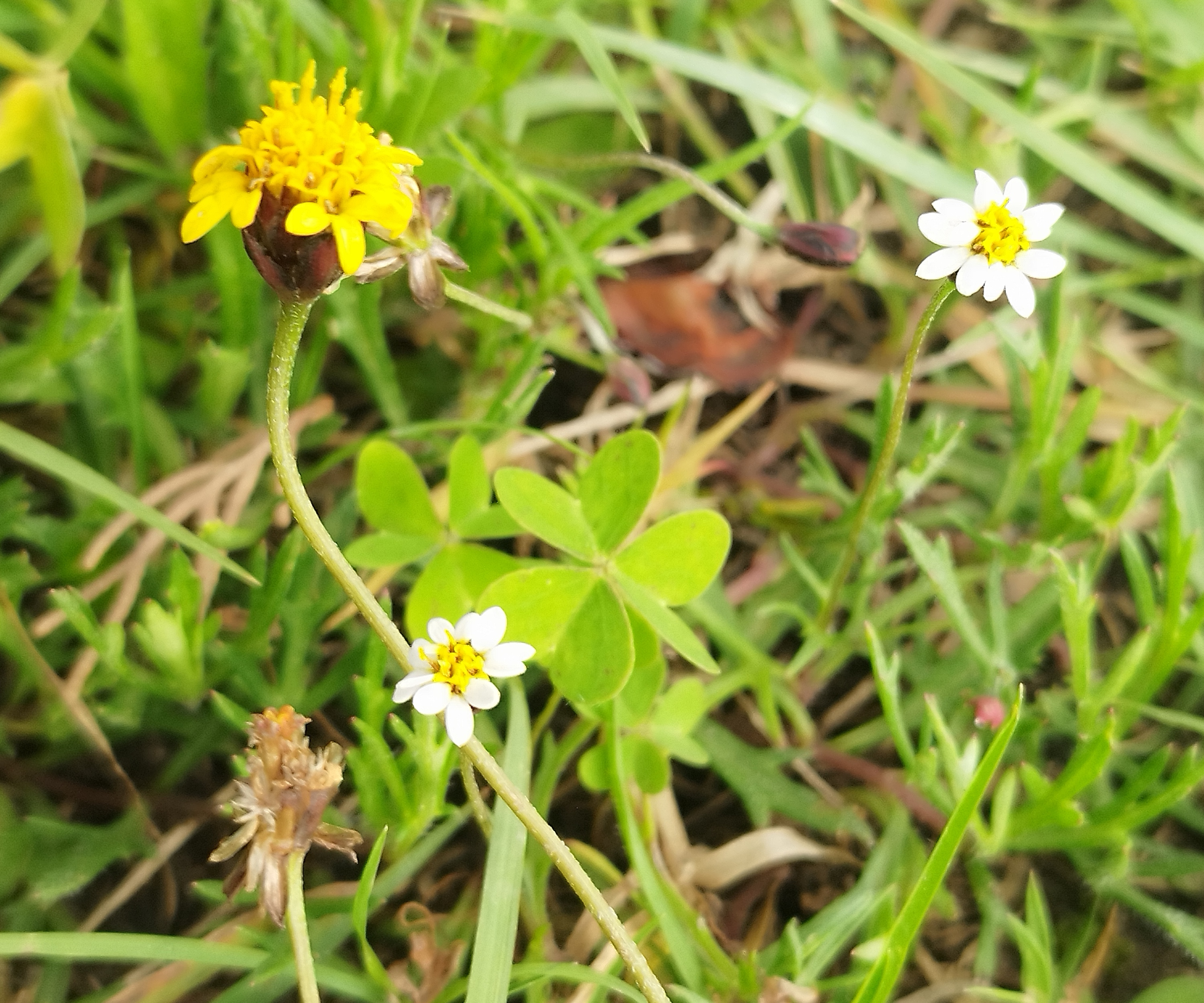
Inflorescencias con flores liguladas amarillas y blancas

Tridax coronopifolia, conocida comúnmente como coronilla, es una planta de la familia de las asteráceas, nativa de México.

## Descripción
Es una planta anual o perenne, rastrera a ligeramente erecta, con tallos estriados, algo pubescentes. Las hojas también pubescentes, casi todas opuestas, son enteras o partidas, con segmentos lineares a oblanceolados de hasta 8.5 cm de largo y 3 cm de ancho, aunque generalmente mucho más angostos. La inflorescencia es una cabezuela solitaria sobre un pedúnculo glabro a densamente pubescente de hasta 22 cm de largo. Involucro anchamente campanulado a subhemisférico, con 15 a 25 brácteas en 2 o 3 series, las interiores más largas que las exteriores, generalmente pubescentes. Flores liguladas 5 a 13, con el labio exterior dividido en 3 lóbulos amarillos o blancos que simulan pétalos. Flores del disco 10 a 30, amarillas. El fruto es una cipsela negruzca, obcónica a turbinada de 2 a 3 mm de largo, sedosa-pubescente, con un vilano de 12 a 16 escamas lanceoladas o lineares, fimbriadas en el margen.

## Distribución y hábitat
Tridax coronopifolia es una especie endémica de México. De forma nativa, se distribuye en pastizales y matorrales en zonas de clima templado, árido o tropical. Al beneficiarse de la perturbación ecológica, se encuentra frecuentemente como ruderal o arvense en espacios antropizados, como pastizales urbanos, a orillas de caminos y zanjas, así como en campos de cultivo.

## Taxonomía
Tridax coronopifolia fue descrita en 1881 por William Botting Hemsley, sobre un basónimo de Carl Sigismund Kunth, en Biologia Centrali-Americana, volumen 2: 207.

### Etimología
Tridax: nombre genérico de origen incierto. Dado por Carlos Linneo posiblemente en alusión a las lígulas trilobadas que presentan varias de sus especies.
coronopifolia: epíteto específico que significa "con hojas de Coronopus", por el parecido de las hojas de la especie con las de este nombre sinónimo de Lepidium (Brassicaceae).

### Sinónimos
- Carphostephium trifidum (Kunth) Cass.
- Ptilostephium coronopifolium Kunth [basónimo]
- Ptilostephium trifidum Kunth
- Tridax coronopifolia var. alboradiata (A.Gray) B.L.Rob. & Greenm.
- Tridax lanceolata Klatt
- Tridax macropoda Gand.
- Tridax trifida (Kunth) A.Gray
- Tridax trifida var. alboradiata A.Gray[3]

## Importancia económica y cultural
Se ha propuesto el uso del aceite esencial de la coronilla para el desarrollo como insecticida natural para el control del gorgojo del maíz (Sitophilus zeamais).